# Paracytheromorpha
Paracytheromorpha is een geslacht van kreeftachtigen uit de klasse van de Ostracoda (mosselkreeftjes).

## Soorten
- Paracytheromorpha nana (Bonaduce, Ciampo & Masoli, 1976) Maybury & Whatley, 1986
- Paracytheromorpha rimafossa Maybury & Whatley, 1986